# زادشم
زادَشم در شاهنامه نام دو تن است. اولی پسر جمشید و دوم پسر تور است و پدر پشنگ و پادشاه توران بود. روزگار ایرانیان و تورانیان در دوران زمامداری زادشم به آشتی گذشت.
فردوسی در بیتی از شاهنامه، از زادشم، چنین یاد کرده‌است:
| نیا، زادشم، شاه توران سپاه |  | که ترگش همی سود بر چرخ و ماه |

## زادشم در شاهنامه
اوضاع زادشم در شاهنامه مشوّش است و صراحتاً اشاره‌ای نگشته که او چه کسی است، فقط زمانی که پشنگ از مرگ منوچهر پادشاه ایران آگاه می‌گردد جسور شده موضوع حمله به ایران را در میان سرداران و ولیعهد خویش افراسیاب در میان می‌گذارد. پشنگ مسئله کین نیا زادشم را بهانه قرار می‌دهد و چون هیچ سندی در باب قتل نیا زادشم در شاهنامه عنوان نمی‌شود بنا بر این به ظن غالب زادشم باید لقب تور باشد یا ممکن است تور لقب زادشم باشد.
| چو بشنید سالار ترکان پشنگ |  | چنان خواست کآید به ایران به جنگ |
| یکی یاد کرد از نیا زادشم  |  | هم از تور بر زد یکی تیز دم      |
| ز کار منوچهر و از لشکرش   |  | ز گردان و سالار و از کشورش      |
| همه نامداران کشورش را     |  | بخواند و بزرگان لشکرش را        |